# Bedekovčina
Bedekovčina (kajkavski: Bedekovščina) je naseljeno mjesto i istoimena općina u Hrvatskom zagorju. Pripada Krapinsko-zagorskoj županiji.

## Zemljopis
Središte općine, mjesto Bedekovčina, nalazi se 6 km sjeveroistočno od Zaboka, u dolini rijeke Krapine uz željezničku prugu Zagreb – Varaždin.

## Stanovništvo
Po popisu stanovništva iz 2001. godine, općina Bedekovčina imala je 8482 stanovnika, raspoređenih u 15 naselja:
- Bedekovčina – 3486
- Belovar Zlatarski – 106
- Brestovec Orehovički – 324
- Grabe – 444
- Kebel – 479
- Križanče – 161
- Lug Orehovički – 211
- Lug Poznanovečki – 671
- Martinec Orehovički – 401
- Orehovica – 326
- Poznanovec – 980
- Pustodol Orehovički – 347
- Vojnić-Breg – 167
- Zadravec – 150
- Židovinjak – 229

### Nacionalni sastav, 2001.
- Hrvati – 8408 (99,13 %)
- Srbi – 11 (0,13 %)
- Albanci – 6 (0,07 %)
- Česi – 6 (0,07 %)
- Rusi – 6 (0,07 %)
- Nijemci – 5 (0,06 %)
- Mađari – 2
- Slovenci – 2
- Bošnjaci – 1
- Makedonci – 1
- Talijani – 1
- ostali – 7 (0,08 %)
- neopredijeljeni – 12 (0,14 %)
- nepoznato – 14 (0,17 %)

| broj stanovnika | 3982  | 4549  | 5222  | 5677  | 6575  | 7690  | 7366  | 8169  | 9196  | 9043  | 8932  | 8742  | 8574  | 8773  | 8482  | 8041  | 7340  |
|                 | 1857. | 1869. | 1880. | 1890. | 1900. | 1910. | 1921. | 1931. | 1948. | 1953. | 1961. | 1971. | 1981. | 1991. | 2001. | 2011. | 2021. |

| broj stanovnika | 899   | 1094  | 1274  | 1330  | 1617  | 1903  | 1887  | 2220  | 2504  | 2622  | 2732  | 3083  | 3273  | 3459  | 3486  | 3400  | 3119  |
|                 | 1857. | 1869. | 1880. | 1890. | 1900. | 1910. | 1921. | 1931. | 1948. | 1953. | 1961. | 1971. | 1981. | 1991. | 2001. | 2011. | 2021. |

## Uprava
Načelnik: Darko Ban,ing.građ.
Zamjenik: Janko Buzjak, dipl.ing.
Predsjednik Vijeća: Željko Novosel

## Povijest
U Bedekovčini su živjele i djelovale mnogobrojne obitelji koje su bile značajne u hrvatskoj povijesti: Bedekovići, Vranyczany, Prašinsky, Puhakoci, Kulmeri, Galjufi, Sermagi, Ritteri, Pisačići i ine.
1248. Toponim Kebel, Cubul, potječe iz ranog srednjeg vijeka (6. poč. 7.st.), postojanje gradišta Castrum Cubul spominje dokument iz 1248. godine.
1256. Prvi pisani spomen imanja Komor seže u godinu 1256. kada je Magister Mihalj, brat bana Buzada mijenjao je sa svojim zetom Jurkom sinom bana Očića imanja u Zagorju i Međimurju. U ispravi o toj zamjeni spominje se imanje Komor s četiri sela u Varaždinskoj županiji koje postaje vlasništvo magistra Mihalja. Ispravu o toj zamjeni napisao je te godine Mihalj lektor zagrebačkog kaptola.
1267. Hrvatsko ugarski kralj Bela IV. dodjeljuje magistru Tomi Kutenu i njegovom bratu Ivanu imanje Komor.
1430. Benedikt de Komor 1430. uspjeva dokazati svoje nasljedno pravo na posjed Komor darovnicom iz 1267. o čemu je izdana isprava. Po njemu je nastalo obiteljsko prezime Bedeković i pravo na priznanje hrvatskog praplemstva.
1543. Popis ratnih daća obznanjuje posjede u kojima su vlasnici Bedekovići: Komor – Mihovil Bedeković, Naševina (Naseyna) – Nikola Bedeković, no položaj Naševine za sada nije utvrđen.
1587. Hrvatsko-ugarski kralj i njemački car Rudolf II. poklanja posjed Židovina obitelji Bedeković Komorski. 
1640. – 1662. Judita Puhakoci podigla je drvenu kapelu za žitelje mjesta. Unutar crkve bio je oltarić sa slikom sv. Barbare. 
1720. Nikola Bedeković, opat i zagrebački kanonik podiže umjesto trošne drvene kapele zidanu kapelu.
1726. Osnovana je i ustanovljena župa Bedekovčina. Kapela sv. Barbare krajem godine postaje župnom crkvom.
1727. Nikola Carek postaje prvim župnikom župe Bedekovčina.
1740. – 1750. Izgrađen dvor obitelji Bedeković na brežuljku sjeverno od rijeke Krapine. Dvorac je jednokatni, pačetvorinastog tlocrta sa strmim krovištem i drvenim tornjićem bivše kapele. Portal je barokni, prozori s lijepim kovanim rešetkama, a stubište u unutrašnjosti ograđeno je kamenom ogradom. Do dvora se dolazi alejom divljih kestena.
1775. Potres velike siline uništava crkvu tako da je postala psve neupotrebljiva. U potresu su postradali dvorovi Nikole Bedekovića Komorskog i podbana Antuna Bedekovića.
1776. – 1778. Potporom župljana i novčanom pomoći kolatora Nikole pl. Bedekovića i njegove supruge Franciske Cinderi župnik Andrija Grgec i kapelan Josip Kos sagradili su novu crkva uglavnom današnjeg izgleda.
1780. Uz rijeku Krapinu sa zapadne strane mjesta na maloj uzvisini izgradio je Đuro Bedeković kasnobaroknu kuriju. Objekt je jednokatni s visokim skošenim krovištem. Osobitost kurije je zidni ormar na katu predvorja u kojem je kućno svetište.
1842. Župnik Franjo Magdalenić daje za školu staru drvenu kućicu na svom imanju u Ograjcima u kojoj namješta prvog učitelja Ivana Bauera.
1845. Sagrađena je zgrada prve pučke škole Komor kraj župne crkve na nekadašnjem crkvenom groblju, novčanom pomoću kardinala Jurja Haulika i obitelji Bedeković i dobrovoljnim radom mještana.
1879. Šime Ljubić, upravitelj Narodnog muzeja u Zagrebu dolazi župniku sv. Barbare Donatu pl. Sakaču u Komor i od njega preuzima pronađenu kamenu predhistorijsku sjekiricu. 
1886. Puštena u promet željeznička pruga Zaprešić – Varaždin.
1887. Barun Viktor Vranyczany Dobrinović kupio je dvorac Gornja Bedekovčina.
1889. Osniva se i počinje s radom tvornica glinenih i šamotnih proizvoda "Zagorka d.d.". Tvornicu je osnovao zagrebački graditelj Ferdo Stejskal. 1892. Zagorka d.d je prodana austrijskoj firmi "Wienerberger" iz Beča. 1918. godine "Hrvatska eskontna banka" kupuje od firme "Wienerberger" tvornicu, koja je od tada u hrvatskim rukama.  Poslije II svjetskog rata, tvornica funkcionira kao društveno poduzeće i proizvodi opeku i crijep i druge keramičke proizvode. 1. listopada 1990. ondašnje poduzeće "Zagorka" dijeli se na tri poduzeća. Tvornica opeke i crijepa se privatizira i posluje do 1996. godine kao mješovito poduzeće s pretežitim vlasništvom malih dioničara od kojih domaći poduzetnik Zvonko Jakuš većim dijelom otkupljuje dionice. Početkom 1996. austrijska tvrtka "Ziegelwerke Gleinstätten" i njezin glavni direktor i dioničar Franz Olbrich kupnjom dijela dionica malih dioničara postaju suvlasnici poduzeća za proizvodnju opeke i crijepa. Dokapitalizacijom postaju većinski vlasnici a onda i jedini. Tvrtka mijenja ime u Tondach Hrvatska d.d., te tako i danas posluje proizvodeći samo crijep. Drugi dio Zagorke poduzeće za prekvalifikaciju i zapošljavanje invalida rada preuzimaju domaći poduzetnici 1995. godine na čelu s domaćim poduzetnikom Ivanom Skozritom iz Poznanovca. Danas taj dio posluje kao Zagorka d.o.o., te proizvodi vatrostalne i kiselootporne materijale, ukrasno-uporabnu keramiku, keramičke obloge za peći, kamine i kaljeve peći. Treći dio Zagorke poduzeće za proizvodnju vatrostalnih proizvoda je završio u stečaju, kupio ga je domaći poduzetnik iz Samobora „Kodrić-Silex“, likvidirao je proizvodnju, a zemljište i objekte prodao Tondachu Hrvatska d.d.
1900. Dr. Dragutin Gorjanović Kramberger je završio studiju o gliništu kod Bedekovčine za potrebe tvornice Zagorka d.d.
1912. Osnovana je industrijska dobrovoljna vatrogasna četa Bedekovčina – Zagorka s prvim predsjednikom Stankom Režekom i vojvodom Milanom Režekom, Prva oprema nabavljena je dobrovoljnim prilozima mještana i vlasnika tvornice. 4. studenog 1951. osnovano je Dobrovoljno vatrogasno društvo Donja Bedekovčina i Židovinjak. Prvi predsjednik je učitelj Josip Golac. 1953. župnik Janko Dumbović s crkvenim odborom društvu ustupa staru školu kraj crkve Sv.Barbare za društveni dom i spremište. 1985. započinje gradnja vatrogasnog doma kraj škole „kod Grgića“ i 1997. je isti svečano otvoren. Stari vatrogasni dom predan je Općini Bedekovčina.
1920. Župnik Vjekoslav Noršić dao je oslikati crkvu slikaru Petru Markoviću. Izrađeno je 15 fresko slika i 3 tempera slike. Izdao je povijest župe u Bedekovčini 1926.
1928. Osnovano je Prosvjetno društvo „Magdalenić“. Godine 1938. sindikalna podružnica u Zagorci osniva Prosvjetno odgojno društvo „Ciglar“. Nakon 1945. sindikat tvornice Zagorka pokreće Kulturno umjetničko društvo „Matija Gubec“. 1955. društvo mijenja naziv u „Pavao Markovac“. Godine 1976. društvo obnavlja svoj rad. 1998. društvo mijenja ime u Kulturno umjetničko društvo „Bedekovčina“.
1931. Sagrađena je zgrada škole Gornja Bedekovčina na cesti "kod Grgića". Školu je posvetio župnik Janko Dumbović uz nazočnost direktotra Zagorke, barunice Vranyczany i velikog broja mještana.Danas je zgrada škole u vlasništvu Općine.
1932. Industrijalac Adolf Müller preuzima dvorac i imovinu u Gornjoj Bedekovčini od obitelji Vranyczany.
1940. Osnovana je samostalna Općina Bedekovčina, naredbom Bana Banovine Hrvatske dr. Ive Šubašića.  Nakon II. svjetskog rata obnavlja se rad Općine Bedekovčina u čijem je sada sastavu bilo i Mače.
1942. Na Špiranec brijegu 12. ožujka osnovana je četa pod nazivom "Prva partizanska četa Hrvatskog zagorja". To je bila prva oružana antifašistička jedinica u Hrvatskom zagorju.
1954. Radnički kolektiv „Zagorke“ dovršio je zgradu škole u Malekovcu za potrebe Osnovne škole u Bedekovčini. No još uvijek se koristi i škola "kod Grgića". 1988. godine započinje rekonstrukcija, i dogradnja škole u Malekovcu. Investicija je završena 1991. i škola je dobila suvremene prostore s malom športskom dvoranom.
1955. Počela je s radom srednja Industrijska škola opekarsko-keramičke struke. Rješenje o otvaranju škole izdao je Narodni odbor Općine Bedekovčina. Istovremeno je osnovan i Đački dom. 1960. godine otvara se i srednja tehnička škola koja 1961. prerasta u Centar za obrazovanje kadrova u industriji građevinskog materijala Bedekovčina. 1970. Centar se preimenuje u Centar za građevnu industriju i građevinarstvo Bedekovčina – Zagreb, a godine 1974. dijeli se na četiri osnovne organizacije udruženog rada od kojih jedna ostaje u Bedekovčini pod nazivom Obrazovne djelatnosti Bedekovčina. 1977. udružuje se Centar u Građevinski obrazovni centar "Zvonko Brkić" Zagreb. U Bedekovčini ostaje osnovna organizacija udruženog rada Srednjoškolski odgoj i obrazovanje za područje građevinarstva, građevinskih materijala i industrije građevinskih materijala. 1991. razdružuje se Građevinski obrazovni centar Zagreb i škola postaje samostalna pod nazivom Srednja škola Bedekovčina. Škola u svom sastavu ima učenički dom.
1956. Bedekovčina dobiva kino-dvoranu u domu kulture koji se počeo graditi 1948. u podnožju dvorca u Bedekovčini. Spletom okolnosti dom nikad nije to postao jer je ustupljen Odgojnom zavodu za radionice i stanove. Kino dvorana je 2008. vraćena Općini Bedekovčina.
1957. Početak gradnje zgrade srednje škole na današnjoj lokaciji. 1960. godine završena je zgrada bez kata koji se tada dograđuje i završava 1962. Godine 1965. započinje gradnja Đačkog doma na današnjoj lokaciji. 1980. izgrađen je poligon građevinske mehanizacije na gliništu i svečano otvoren uz nazočnost sekretara (ministra) prosvjete Stipe Šuvara i graditeljstva Danijela Režeka. 1988. završena je dogradnja đačkog doma.
1958. Tvornica Zagorka formira novo poduzeće „Građevinsko metalno poduzeće“, koje se dijeli na poduzeće „Bor“ građevinsko stolarsko i „Vental“ metalsko poduzeće. Poduzeće „Bor“ 1990. se dijeli na poduzeće za graditeljstvo i poduzeće za proizvodnju namještaja. Oba poduzeća završavaju u stečaju do 2000.godine, a prostor i oprema su rasprodani.“Vental“ preuzima domaći poduzetnik iz Zagreba gosp. Šelendić. Poduzeće odlazi u stečaj, no 2007. vlasnik ponovno pokreće proizvodnju. 
1960. Ukida se Općina Bedekovčina i mjesto kao Mjesna zajednica Bedekovčina ulazi u sastav Općine Zabok. 
1961. Osniva se Viša tehnička škola za građevnu industriju i građevinarstvo u Bedekovčini. 1963. Viša se škola dislocira u Zagreb pod nazivom „Viša tehnička škola za građevnu industriju Bedekovčina – Zagreb“. 1977. pripaja se Fakultetu građevinskih znanosti Sveučilišta u Zagreb, te tako ulazi u sastav Građevinskog instituta. 1991. Građevinski se fakultet ponovno osamostaljuje te se nastavlja izvođenje stručnih studija. 2003. izdvaja se stručni studij graditeljstva iz Građevinskog fakulteta Zagreb i osnovan je samostalni graditeljski odjel u sastavu Tehničkog veleučilišta u Zagrebu.
1962. U sastavu Osnovne škole je i dječji vrtić. Za vrtić je 1968. sagrađen objekt kraj škole. Danas je vrtić samostalna ustanova. U tijeku je gradnja novog objekta vrtića na istoj lokaciji.
1967. Organiziran je Sajam vina u Bedekovčini. Organizatori su Turističko društvo Bedekovčina i Ugostiteljsko turističko poduzeće Zabok. Turističko društvo Bedekovčina započinje s organizacijom turizma na Bedekovčanskim jezerima.  Sajam vina proslavio je svoj četrdeseti rođendan.
1991. Mjesto je aktivno uključeno u domovinskom ratu. Zbor Narodne garde na poligonu mehanizcije Srednje škole Bedekovčina drži skladište streljiva odakle se isto distribuira diljem Hrvatske.
1991. Završena je župna kuća i katehetski centar „kod Grgića“ u kojoj je uređena kapela za oko 200 ljudi. Objekt je po nacrtima arhitekta Velimira Neidhardta sagradio župnik Josip Komorčec – Pepek. 
1993. Ponovno konstituirana Općina Bedekovčina s izabranim načelnikom Dragutinom Burekom, upravnim pravnikom. 
2006. Završena izgradnja trodijelne športske školske dvorane Srednje škole u Bedekovčini. Dvorana ima 2400 m2 zatvorenog prostora i vanjsko igralište. Financiranje dvorane je 40 % Općina Bedekovčina uz udio Županije, te 60 % Ministarstvo znanosti obrazovanja i športa. Dvoranu je u oči Dana Općine i Sv. Barbare posvetio Josip Komorčec – Pepek župnik Bedekovački sa suposvetiteljem Ivicom Šestakom župnikom Orehovičkim uz nazočnost ministra znanosti obrazovanja i športa prof. dr. sc., Dragana Primorca, županice Vlaste Hubicki, dr.vet. med. i načelnika Opčine Rajka Vidičeka, te drugih gostiju i učenika.

## Gospodarstvo
Na području Općine Bedekovčine razvijeni su obrtništvo,  malo i srednje poduzetništvo. Veći broj obrtnika i poduzetnika djeluje u graditeljstvu i raznim oblicima kooperacije za keramičku industriju i u industriji građevnih materijala te proizvodnji obuće. Obrtnici i poduzetnici (više od 200 članova) vrlo aktivno djeluju preko Udruženja obrtnika i poduzetnika. Najveći industrijski subjekti u Bedekovčini su Tondach Hrvatska d.d. proizvodnja crijepa, Zagorka d.o.o. proizvodnja kaljeva i peći te proizvoda od gline, Vental d.o.o., PGM d.o.o. Poznanovec proizvodnja dimnjaka, INKOP d.d. i dr. Bedekovčina raspolože sa zemljištem za industrijsku (poslovnu) zonu. U tijeku je izgradnja infrastrukture u industrijskoj zoni, te tako ima značajne potencijale za industrijsko-gospodarski razvoj. Osim industrijskoga i gospodarskoga razvoja Općina Bedekovčina zahvaljujući Bedekovčanskim jezerima (Bajeri) i velikom kompleksu zemljišta ima i značajne mogućnosti za razvoj, posebice sportsko-rekreacijskog turizma (turističke manifestacije, sajam vina itd). Na području Općine djeluju tri pošte kao poslovne jedinice HPT-a, i to u Bedekovčini, Poznanovcu i Brestovcu Orehovičkom. Tu također djeluje Poslovna jedinica Zagrebačke banke d.d.

## Poznate osobe
Nikola Bedeković Komorski – (Bedekovčina 1660. – Zagreb 1733.) svećenik, zagrebački kanonik, koji je 1720. sagradio zidanu kapelu, a 1726. utemeljio župu sv. Barbare, djevice i mučenice.
Benedikt Bedeković Komorski – (Bedekovčina 1667. – Senj 1709.) svećenik, senjsko-modruški biskup.
Franjo Magdalenić – (Selnica 1798. – Zagreb 1872.) svećenik, upravitelj i župnik župe sv. Barbare u Bedekovčini od 1828. do 1862. Utemeljitelj je organiziranog osnovnog obrazovanja u Bedekovčini.
Vatroslav Bertić – (Orehovica 1818. – Hum kraj Zaboka 1901.) matematičar i mjernik, 1847. u Budimpešti izdaje knjigu: Samouka – pokus pervi.
Vjekoslav Noršić – (Samobor 1880. – 1953.) svećenik i hrvatski povjesničar. Župnik je u Bedekovčini od 1913. do 1930. Dao je oslikati župnu crkvu 1920. Napisao je prvu povijest župe Bedekovčina 1926.
Ivan Car – (Bedekovčina, Sovinjak oko 1890. – ? ) narodni glazbenik, dirigent i graditelj tambura, voditelj tamburaškog društva
Vjekoslav Rukljač – (Poznanovec 1916. – Zagreb 1997.) hrvatski kipar
Josip Komorčec – (Mihovljan 1937.) svećenik, župnik župe sv. Barbare od 1972. do 2012.
Stanislav Petrović – (Križanče, 1941.) hrvatski pjesnik i slikar, djeluje u Međimurju.
Željko Bajza – (Poznanovec 1946.) prof.dr.sc. hrvatski znanstvenik i publicist
Vladimir Herceg – (Brestovec Orehovički 1947. – Zagreb 2002.) hrvatski slikar
Dragutin Burek – (Mihovljan 1948) upr. pravnik, prvi načelnik Općine Bedekovčina (1993.) nakon osamostaljenja Republike Hrvatske
Ivan Martinić – (Zabok 1960.) prof.dr.sc., dipl.ing.šumarstva sveučilišni profesor
Adam Končić – (Zabok 1977.) diplomirani glumac, popularan pjevač i glumac
Andrija Habulin – hrvatski džudaš, pionir džuda u Dubrovniku, nositelj majstorskih pojasa u više borilačkih športova, reprezentativni trener, uspješni sudionik raznih međunarodnih natjecanja, visoki lokalni športski dužnosnik, džudaški trener, sudac, športski pedagog, razvijatelj borilačkih vještina
Miroslav Jerzečić – (Bedekovčina 1940. – Zagreb 2010.) general Hrvatske vojske, u Domovinskom ratu zapovjednik Zapovjedništva zapadno-slavonske regije (1991.) i II. operativne zone HV Bjelovar (1991. – 1992.), zapovjednik Zapovjedno-stožerne škole (1992. – 1994.) i v.d. zapovjednik Hrvatskog vojnog učilišta "Petar Zrinski" (1993. – 1994.), potom vojni izaslanik Republike Hrvatske u Republici Mađarskoj (1995. – 1999.) i načelnik Uprave za obavještajne poslove Glavnog stožera OS RH (2000. – 2001.)

## Spomenici i znamenitosti

### Građevine i krajobraz
- Dvorac Gornja Bedekovčina
- Dvorac Donja Bedekovčina
- Župna crkva sv. Barbare u Bedekovčini
- Zgrada pučke škole Komor (Donja Bedekovčina)
- Tvornički sklop stare ciglane u Bedekovčini
- Zgrada Osnovne škole Gornja Bedekovčina (kod Grgića)
- Zgrada Osnovne škole Bedekovčina (u Malekovcu)
- Zgrada škole odgojnog zavoda u Bedekovčini
- Zgrada Srednje škole Bedekovčina
- Dvorac Poznanovec
- Spomendom boraca NOB-a Poznanovec
- Župna crkva sv. Leopolda Mandića u Orehovici
- Bedekovčanska jezera (Bajeri)
- Tvornica Zagorka
- Crkva sv. Barbare

### Spomenici i skulpture
- Pobjednici, brončana monumentalna skulptura na Špiranec brijegu, autor Vjekoslav Rukljač, akademski kipar, postavljeno 1976.
- Učenici, kamena skulptura ispred Srednje škole Bedekovčina, autor Krešimir Rod, akademski kipar, postavljeno 2005.
- Zanjihana, aluminijski odljev skulpture ispred športske dvorane Srednje škole Bedekovčina, autor Vjekoslav Rukljač, akademski kipar, postavljeno 2006.
- Sv. Florijan, terakota kip ispred vatrogasnog doma u Bedekovčini, postavljen 2007. i uređeno staro vatrogasno vozilo.[11]
- Vladimir Herceg, hrvatski slikar, brončana spomen bista u Brestovcu Orehovičkom, Muži zagorskog srca, postavljeno 2007.[12]

## Obrazovanje
Osnovna škola Bedekovčina
Osnovna škola Stjepana Radića u Brestovcu Orehovičkom
Srednja škola Bedekovčina, koja djeluje u pet organizacijskih jedinica:
- graditeljsko učilište,
- medicinsko učilište,
- poljoprivredno učilište,
- dom učenika,
- zavod za graditeljstvo i građevne materijale.

## Kultura
- KUD Bedekovčina
- Bedekovčanske mažoretkinje
- Folklorni ansambl "Žuna"
- Muški pjevački zbor "Magdalenić"
- Limena glazba Bedekovčina
- Udruga za promicanje aktivizma djece i mladeži i međugeneracijsko povezivanje – Angeljeki (www.angeljeki.hr)
- Udruga "Barbara"
- Književno-recitalna manifestacija "Susret riječi"
- Mjesna knjižnica i čitaonica

## Šport
- NK Tondach,
- KBK Zmaj,
- RK Bedekovčina,
- NK Inkop